# Rébénacq
Rébénacq est une commune française située dans le département des Pyrénées-Atlantiques, en région Nouvelle-Aquitaine.
Le gentilé est Rébénacquois.

## Géographie

### Localisation
La commune de Rébénacq se trouve dans le département des Pyrénées-Atlantiques, en région Nouvelle-Aquitaine.
Elle se situe à 17 km par la route de Pau, préfecture du département, et à 19 km d'Oloron-Sainte-Marie, sous-préfecture.
Les communes les plus proches sont : 
Bescat (4,5 km), Lys (4,8 km), Lasseubetat (5,2 km), Sévignacq-Meyracq (5,2 km), Haut-de-Bosdarros (5,5 km), Buzy (5,8 km), Bosdarros (6,3 km), Sainte-Colome (6,3 km).
Sur le plan historique et culturel, Rébénacq fait partie de la province du Béarn, qui fut également un État et qui présente une unité historique et culturelle à laquelle s’oppose une diversité frappante de paysages au relief tourmenté.

### Communes limitrophes
Les communes limitrophes sont  Bescat, Bosdarros, Buzy, Gan et Sévignacq-Meyracq.
| Gan  | Bosdarros |                   |
| Buzy | Rébénacq  | Sévignacq-Meyracq |
|      | Bescat    |                   |

### Hydrographie

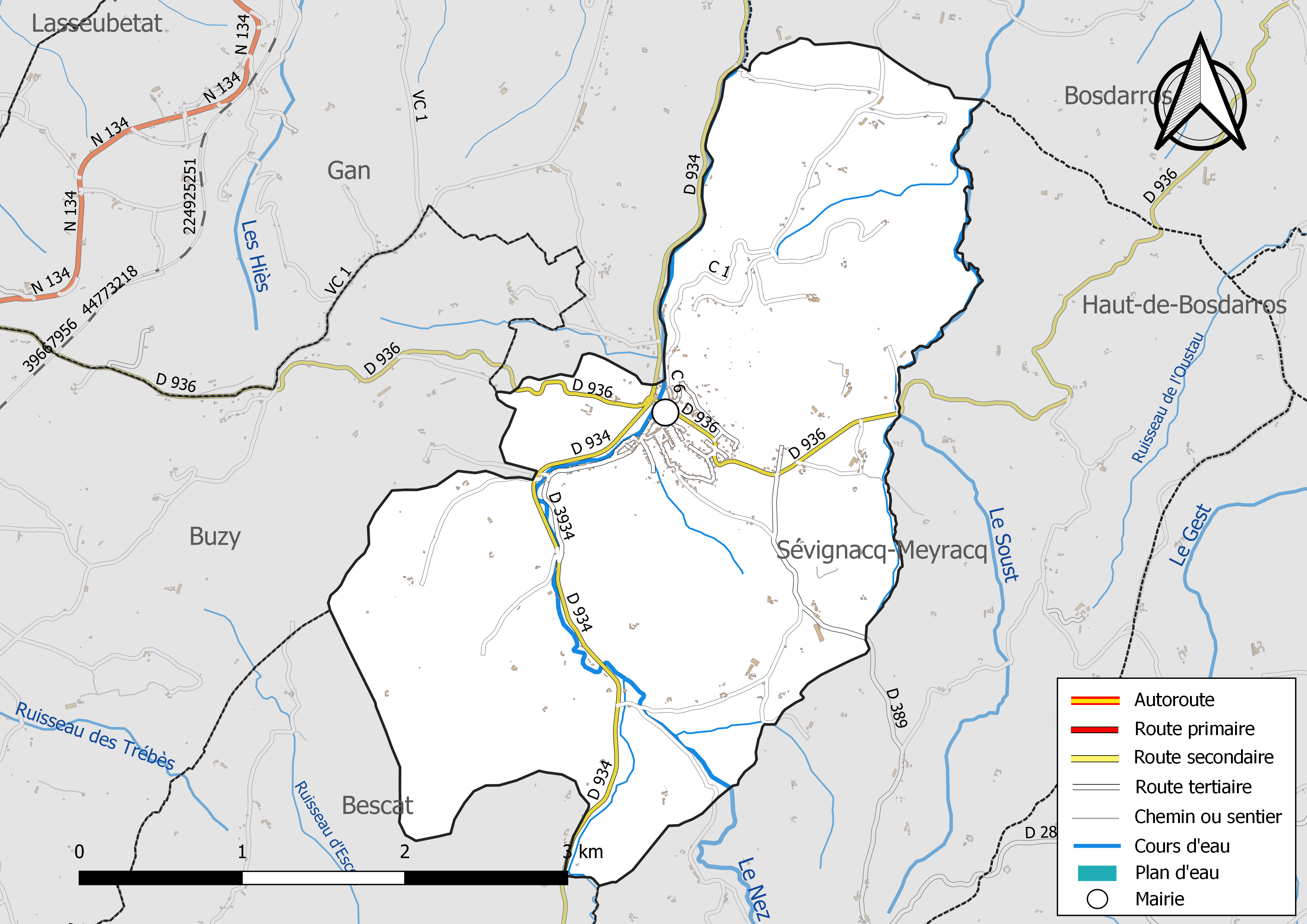
Réseaux hydrographique et routier de Rébénacq.

La commune est drainée par le Neez, le Soust et par divers petits cours d'eau, constituant un réseau hydrographique de 12 km de longueur totale,.
Le Neez, d'une longueur totale de 26,1 km, prend sa source dans la commune de Sévignacq-Meyracq et s'écoule du sud vers le nord. Il traverse la commune et se jette dans le gave de Pau à Jurançon, après avoir traversé 5 communes.
Le Soust, d'une longueur totale de 24,4 km, prend sa source dans la commune de Sévignacq-Meyracq et s'écoule du sud vers le nord. Il traverse la commune et se jette dans le gave de Pau à Pau, après avoir traversé 7 communes.

Culture locale et patrimoine
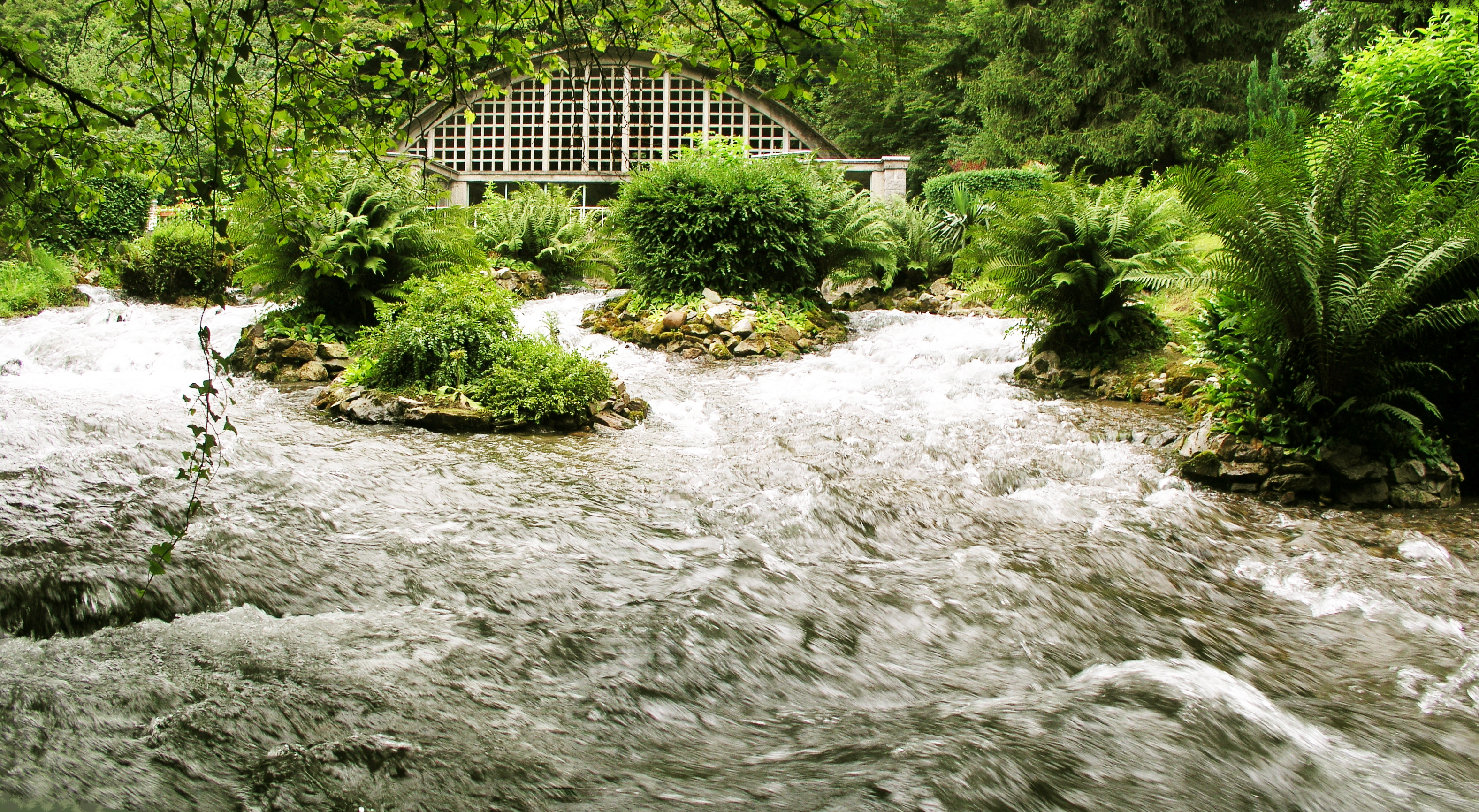
La source captée de l'Œil du Néez, ou "L'Oelh deth Néez".
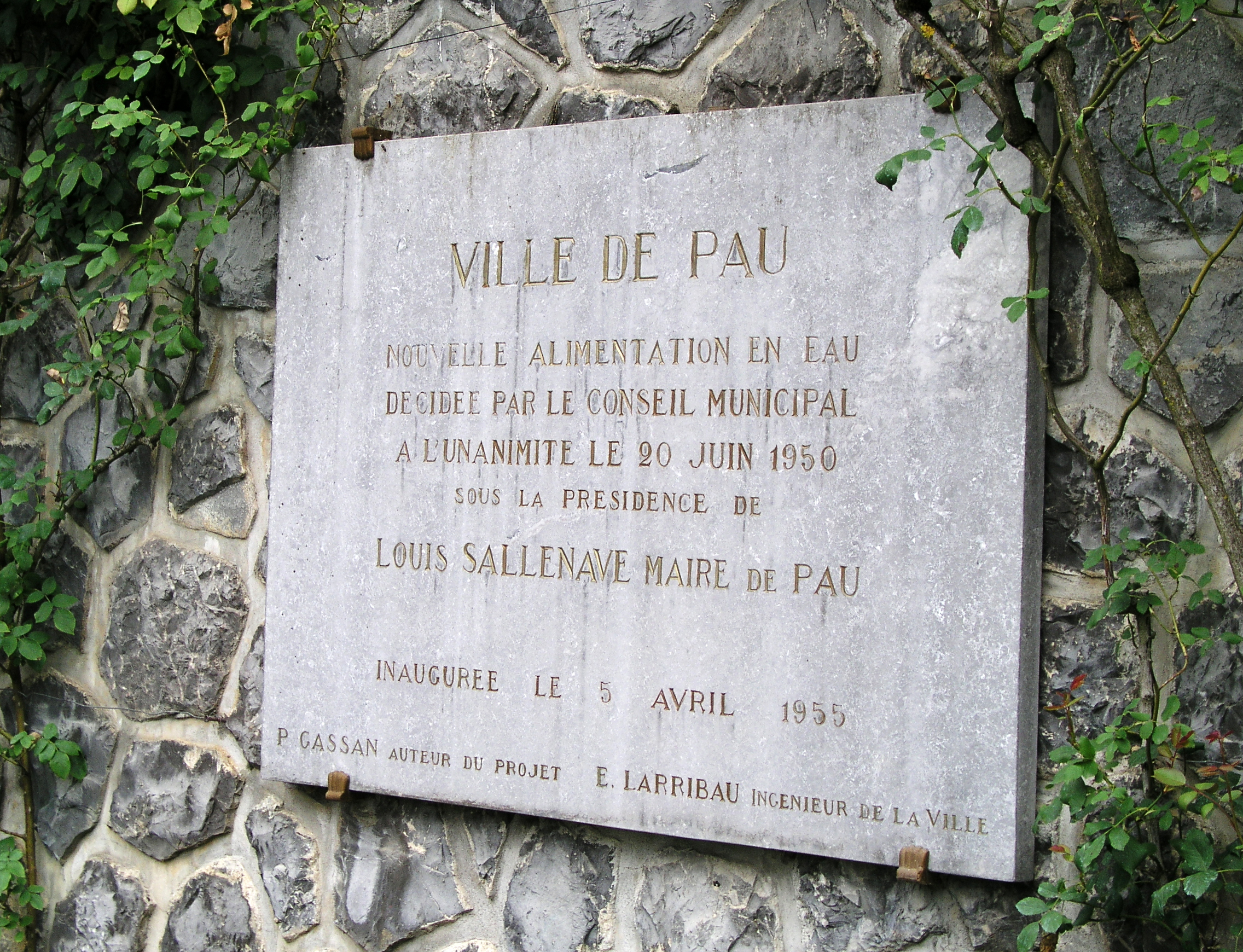
Plaque commémorative du captage de l'Œil du Néez.

### Climat
Pour des articles plus généraux, voir Climat de la Nouvelle-Aquitaine et Climat des Pyrénées-Atlantiques.
Historiquement, la commune est exposée à un climat de montagne.  
En 2020, Météo-France publie une typologie des climats de la France métropolitaine dans laquelle la commune est toujours exposée à un climat de montagne et est dans la région climatique Pyrénées atlantiques, caractérisée par une pluviométrie élevée (>1 200 mm/an) en toutes saisons, des hivers très doux (7,5 °C en plaine) et des vents faibles.
Pour la période 1971-2000, la température annuelle moyenne est de 12,6 °C, avec une amplitude thermique annuelle de 13,6 °C. Le cumul annuel moyen de précipitations est de 1 398 mm, avec 11,8 jours de précipitations en janvier et 9,3 jours en juillet. Pour la période 1991-2020, la température moyenne annuelle observée sur la station météorologique la plus proche, située sur la commune d'Asson à 12 km à vol d'oiseau, est de 13,2 °C et le cumul annuel moyen de précipitations est de 1 376,5 mm,. Pour l'avenir, les paramètres climatiques de la commune estimés pour 2050 selon différents scénarios d’émission de gaz à effet de serre sont consultables sur un site dédié publié par Météo-France en novembre 2022.

### Milieux naturels et biodiversité

#### Réseau Natura 2000
Le réseau Natura 2000 est un réseau écologique européen de sites naturels d'intérêt écologique élaboré à partir des Directives « Habitats » et « Oiseaux », constitué de zones spéciales de conservation (ZSC) et de zones de protection spéciale (ZPS).
Un site Natura 2000 a été défini sur la commune au titre de la « directive Habitats » : le « gave de Pau », d'une superficie de 8 194 ha, un vaste réseau hydrographique avec un système de saligues encore vivace,.

## Urbanisme

### Typologie
Au 1er janvier 2024, Rébénacq est catégorisée commune rurale à habitat dispersé, selon la nouvelle grille communale de densité à sept niveaux définie par l'Insee en 2022.
Elle est située hors unité urbaine. Par ailleurs la commune fait partie de l'aire d'attraction de Pau, dont elle est une commune de la couronne,. Cette aire, qui regroupe 227 communes, est catégorisée dans les aires de 200 000 à moins de 700 000 habitants,.

### Occupation des sols

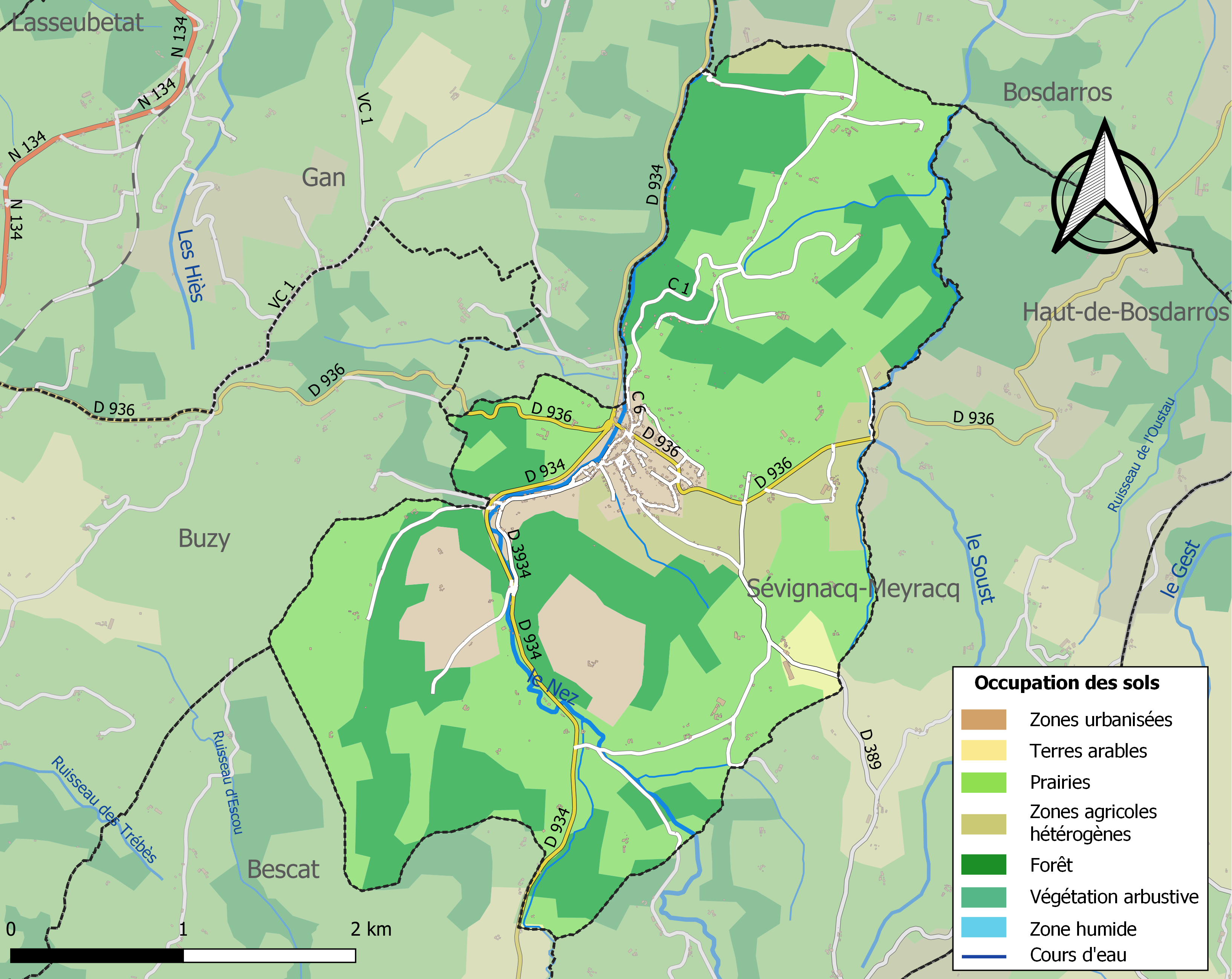
Carte des infrastructures et de l'occupation des sols de la commune en 2018 (CLC).

L'occupation des sols de la commune, telle qu'elle ressort de la base de données européenne d’occupation biophysique des sols Corine Land Cover (CLC), est marquée par l'importance des territoires agricoles (57,3 % en 2018), en diminution par rapport à 1990 (60,7 %). La répartition détaillée en 2018 est la suivante : 
prairies (48,9 %), forêts (32,2 %), zones agricoles hétérogènes (7,3 %), mines, décharges et chantiers (6,3 %), zones urbanisées (4,2 %), terres arables (1,1 %). L'évolution de l’occupation des sols de la commune et de ses infrastructures peut être observée sur les différentes représentations cartographiques du territoire : la carte de Cassini (XVIIIe siècle), la carte d'état-major (1820-1866) et les cartes ou photos aériennes de l'IGN pour la période actuelle (1950 à aujourd'hui).

### Lieux-dits et hameaux
- Bitaube ;
- las Bouderies ;
- Ger ;
- Hourquet ;
- Pic ;
- la Serre ;
- Village.

### Risques majeurs
Le territoire de la commune de Rébénacq est vulnérable à différents aléas naturels : météorologiques (tempête, orage, neige, grand froid, canicule ou sécheresse), inondations, feux de forêts, mouvements de terrains et séisme (sismicité moyenne). Un site publié par le BRGM permet d'évaluer simplement et rapidement les risques d'un bien localisé soit par son adresse soit par le numéro de sa parcelle.
Certaines parties du territoire communal sont susceptibles d’être affectées par le risque d’inondation par une crue torrentielle ou à montée rapide de cours d'eau, notamment le Soust et le Nez. La commune a été reconnue en état de catastrophe naturelle au titre des dommages causés par les inondations et coulées de boue survenues en 1982, 1997, 2007, 2009, 2011, 2014 et 2018,.
Rébénacq est exposée au risque de feu de forêt. En 2020, le premier plan de protection des forêts contre les incendies (PDPFCI) a été adopté pour la période 2020-2030. La réglementation des usages du feu à l’air libre et les obligations légales de débroussaillement dans le département des Pyrénées-Atlantiques font l'objet d'une consultation de public ouverte du 16 septembre au 7 octobre 2022,.
Les mouvements de terrains susceptibles de se produire sur la commune sont des mouvements de sols liés à la présence d'argile et des affaissements et effondrements liés aux cavités souterraines (hors mines). Afin de mieux appréhender le risque d’affaissement de terrain, un inventaire national permet de localiser les éventuelles cavités souterraines sur la commune.

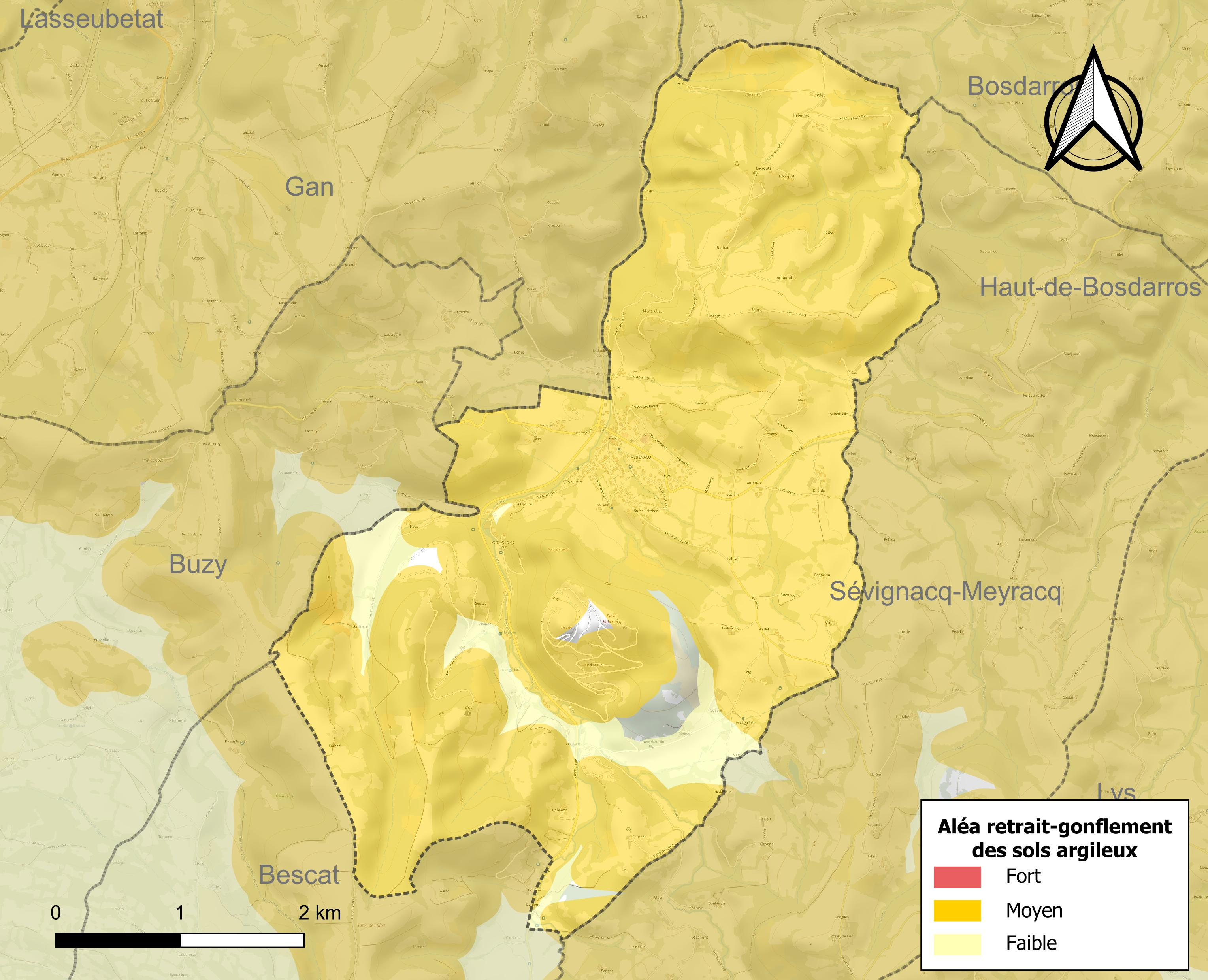
Carte des zones d'aléa retrait-gonflement des sols argileux de Rébénacq.

Le retrait-gonflement des sols argileux est susceptible d'engendrer des dommages importants aux bâtiments en cas d’alternance de périodes de sécheresse et de pluie. 91,7 % de la superficie communale est en aléa moyen ou fort (59 % au niveau départemental et 48,5 % au niveau national). Depuis le 1er octobre 2020, en application de la loi ELAN, différentes contraintes s'imposent aux vendeurs, maîtres d'ouvrages ou constructeurs de biens situés dans une zone classée en aléa moyen ou fort,.

## Toponymie

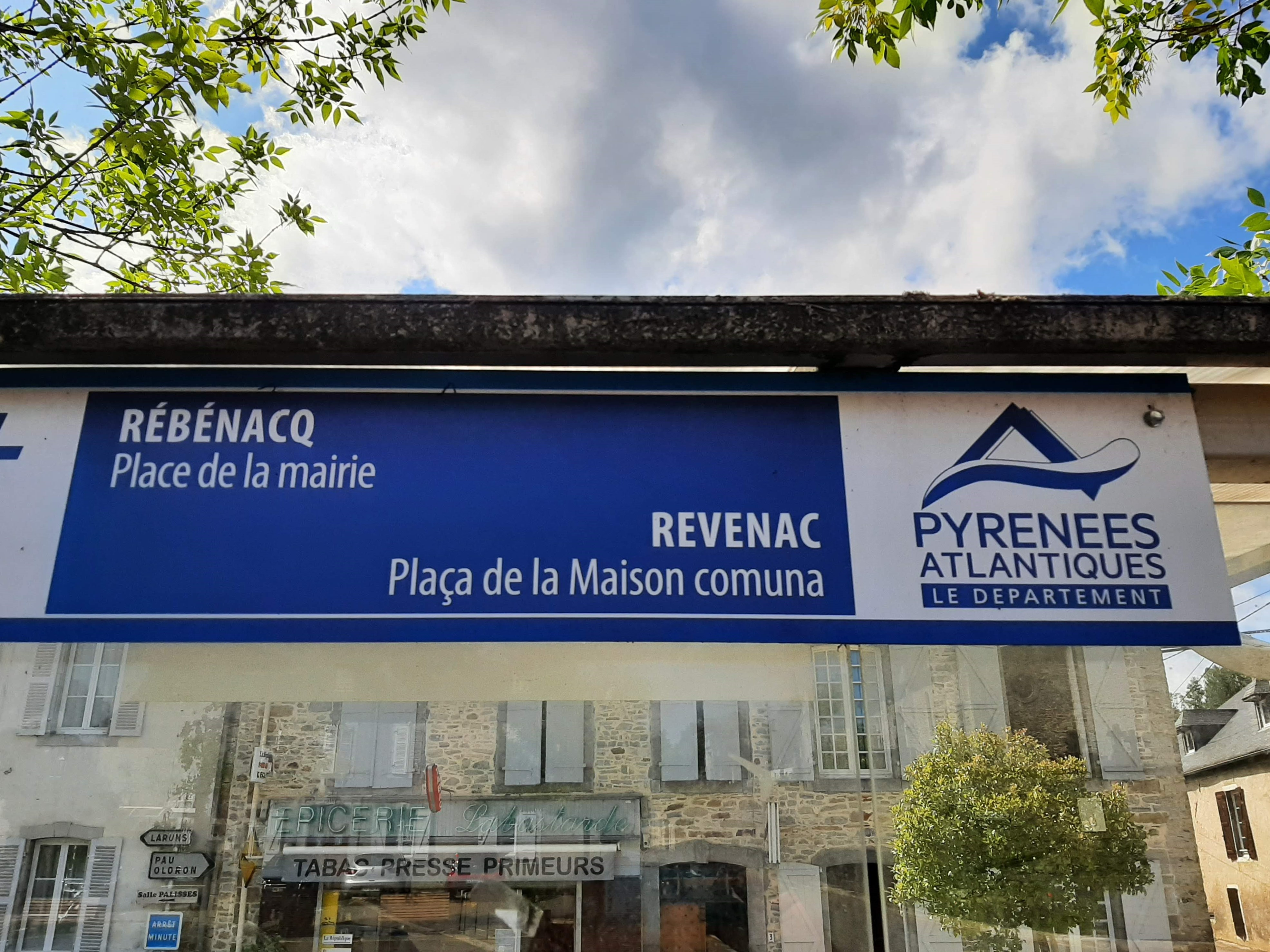
Panneau bilingue français-occitan de la commune

Le toponyme Rébénacq apparaît sous les formes Arrevenac (1346, contrats de Barrère), Revenac (1385, censier de Béarn), Bastide de Rebenacq (1445, dénombrement de Rébénacq), Arrebenag (1457, notaire d'Assat) et Rebenac à la Révolution.
Son nom béarnais est Revenac ou Rebenac.
La commune tient son nom de Jean de Rébénacq, officier de Gaston Fébus chargé de la construction de la bastide.

## Histoire
En 1385, Rébénacq comptait 25 feux et dépendait du bailliage de Nay.
La bastide de Rébénacq est une bastide créée par Gaston Fébus en 1347. La commune tire son nom de son constructeur, Roger d'Arevenac, officier vicomtal.
Lors de la Révolution française, un suffrage censitaire est institué pour les élections municipales. Seules les personnes dont le montant de l’impôt direct était supérieur à l’équivalent de trois journées de travail pouvaient voter. Les communes pouvaient ajuster ce montant, et Rebenac le fit. Le montant prévu par l’Assemblée constituante ne permettait qu’à 11 personnes de voter. En abaissant le montant du cens à 18 sol, elle permit à 130 personnes de devenir citoyens actifs.
Le 14 juin 1944, trois policiers résistants, Louis Mourlhon, Michel Loustau et Pierre Cotonat sont exécutés par l'armée allemande à Rébénacq. Le corps du premier sera retrouvé dans une fosse commune à Idron.

## Politique et administration
| Période | Période  | Identité      | Étiquette | Qualité |
| ------- | -------- | ------------- | --------- | ------- |
| 1983    | 1989     | Joël Barradat |           |         |
| 1989    | En cours | Alain Sanz    | MoDem     |         |

### Intercommunalité
La commune fait partie de quatre structures intercommunales :
- la communauté de communes de la Vallée d'Ossau ;
- le syndicat d'eau de la vallée d'Ossau ;
- le syndicat d'électrification du Bas-Ossau ;
- le syndicat de la perception d'Arudy.

La commune fait partie du Pays d'Oloron et du Haut-Béarn.

## Population et société

### Démographie
L'évolution du nombre d'habitants est connue à travers les recensements de la population effectués dans la commune depuis 1793. Pour les communes de moins de 10 000 habitants, une enquête de recensement portant sur toute la population est réalisée tous les cinq ans, les populations de référence des années intermédiaires étant quant à elles estimées par interpolation ou extrapolation. Pour la commune, le premier recensement exhaustif entrant dans le cadre du nouveau dispositif a été réalisé en 2005.

En 2022, la commune comptait 643 habitants, en évolution de −6,13 % par rapport à 2016 (Pyrénées-Atlantiques : +3,78 %, France hors Mayotte : +2,11 %).
| 1793 | 1800 | 1806 | 1821 | 1831  | 1836  | 1841  | 1846  | 1851  |
| ---- | ---- | ---- | ---- | ----- | ----- | ----- | ----- | ----- |
| 810  | 681  | 835  | 953  | 1 139 | 1 070 | 1 103 | 1 105 | 1 119 |

| 1856  | 1861  | 1866  | 1872 | 1876 | 1881 | 1886 | 1891 | 1896 |
| ----- | ----- | ----- | ---- | ---- | ---- | ---- | ---- | ---- |
| 1 027 | 1 005 | 1 004 | 949  | 945  | 924  | 840  | 865  | 785  |

| 1901 | 1906 | 1911 | 1921 | 1926 | 1931 | 1936 | 1946 | 1954 |
| ---- | ---- | ---- | ---- | ---- | ---- | ---- | ---- | ---- |
| 840  | 825  | 835  | 681  | 665  | 621  | 589  | 527  | 559  |

| 1962 | 1968 | 1975 | 1982 | 1990 | 1999 | 2005 | 2006 | 2010 |
| ---- | ---- | ---- | ---- | ---- | ---- | ---- | ---- | ---- |
| 543  | 541  | 505  | 519  | 672  | 673  | 659  | 660  | 681  |

| 2015 | 2020 | 2022 | - | - | - | - | - | - |
| ---- | ---- | ---- | - | - | - | - | - | - |
| 678  | 653  | 643  | - | - | - | - | - | - |

Rébénacq fait partie de l'aire d'attraction de Pau.

## Économie
L'économie de la commune est essentiellement orientée vers l'agriculture et l'élevage. La commune fait partie de la zone d'appellation de l'Ossau-Iraty.
La pureté des eaux du Neez a permis le développement de la pisciculture.
De son passé industriel (papeterie, marbrerie), il reste surtout plusieurs carrières de roches massives, servant notamment à la construction de route et d'enrochements, en activité sur le territoire de la commune.

## Culture locale et patrimoine
Fête communale le jour de la Saint-Jean.

### Patrimoine civil
- Bastide médiévale du XIVe siècle.
- Château de Bitaubé (XVIIIe siècle).
- De nombreuses fontaines et lavoirs répartis sur tout le territoire du village.
- Des bains thermaux (XIXe siècle).

### Patrimoine religieux
- Église Saint-Jean-Baptiste des XVIIIe et XIXe siècles.

## Équipements
La commune possède une école primaire.

## Personnalités liées à la commune
- Jean-Baptiste de Bitaubé, originaire de Gan et expatrié (Cadix et alentour) de retour au pays en 1775, fit construire le château qui domine le village, et qui porte son nom[50].
- Rose Caubet (1842-1923), couturière et cafetière française proche des milieux anarchistes, notamment impliquée dans la Commune de Paris. Elle est née et a grandi dans une maison très modeste située au début de la route de Bosdarros (disparue aujourd'hui).